# Lista de agraciados com o Prêmio Israel
Esta é uma lista dos agraciados com o Prêmio Israel.
| Ano  | Nome                                                           | Área | Observações |
| ---- | -------------------------------------------------------------- | --- | --- |
| 1953 | Gedaliah Alon                                                  | Estudos judaicos | Prêmio concedido postumamente, três anos após sua morte. Primeiro recipiente do prêmio por estudos judaicos. |
| 1953 | Haim Hazaz                                                     | Literatura | Um dos dois primeiros recipientes do prêmio de literatura. |
| 1953 | Yaacov Cahan                                                   | Literatura | Recebeu também o Prêmio Israel de 1958. Um dos dois primeiros recipientes do prêmio de literatura. |
| 1953 | Dina Feitelson                                                 | Educação | Primeira mulher a receber o Prêmio Israel. Primeiro recipiente do prêmio em educação. |
| 1953 | Mark Dvorzhetski                                               | Ciências sociais | Primeiro recipiente do prêmio de ciências sociais. |
| 1953 | Ben Shlomo Lipman-Heilprin                                     | Medicina | Primeiro recipiente do prêmio de medicina. |
| 1953 | Zeev Ben-Zvi                                                   | Escultura | Primeiro recipiente do prêmio de qualquer das astes finas. |
| 1953 | Shimshon Amitsur                                               | Ciências exatas | Um dos dois primeiros recipientes do prêmio de ciências exatas. |
| 1953 | Jacob Levitzki                                                 | Ciências exatas | Relação familiar: pai do recipiente Alexander Levitzki (1990, ciências da vida). Um dos dois primeiros recipientes do prêmio de ciências exatas.                                                                     |
| 1954 | Moshe Zvi Segal                                                | Estudos judaicos | Primeiro rabino a receber o Prêmio Israel. |
| 1954 | Hugo Bergmann                                                  | Humanidades | Também recebeu o Prêmio Israel de 1974. Primeiro recipiente do prêmio de humanidades. |
| 1954 | David Shimoni                                                  | Literatura | |
| 1954 | Shmuel Yosef Agnon                                             | Literatura | Também recebeu o Prêmio Israel de 1958. |
| 1954 | Arthur Biram                                                   | Educação | |
| 1954 | Gad Tedeschi                                                   | Jurisprudência | Primeiro recipiente do prêmio de jurisprudência. |
| 1954 | Franz Ollendorff                                               | Ciências exatas | |
| 1954 | Michael Zohary                                                 | Ciências da vida | Primeiro recipiente do prêmio de ciências da vida. |
| 1954 | Shimon Fritz Bodenheimer                                       | Agricultura | Primeiro recipiente do prêmio de agricultura. |
| 1954 | Ödön Pártos                                                    | Música | Primeiro recipiente do prêmio de música. |
| 1955 | Ephraim Urbach                                                 | Estudos judaicos | |
| 1955 | Isaac Heinemann                                                | Estudos judaicos | |
| 1955 | Zalman Shneur                                                  | Literatura | |
| 1955 | Yitzhak Lamdan                                                 | Literatura | |
| 1955 | Michael Fekete                                                 | Ciências exatas | |
| 1955 | Israel Reichart                                                | Ciências da vida | |
| 1955 | Yaakov Ben-Tor                                                 | Ciências da vida | |
| 1955 | Akiva Vroman                                                   | Ciências da vida | |
| 1955 | Benjamin Shapira                                               | Medicina | |
| 1955 | Sara Hestrin-Lerner                                            | Medicina | Relação familiar: Irmã do recipiente Shlomo Hestrin (1957, ciências exatas). |
| 1955 | Netanel Hochberg                                               | Agricultura | |
| 1955 | Zahara Schatz                                                  | Pintura e escultura | |
| 1956 | Naftali Herz Tur-Sinai                                         | Estudos judaicos | |
| 1956 | Yigael Yadin                                                   | Estudos judaicos | |
| 1956 | Yehezkel Abramsky                                              | Literatura rabínica | Primeiro recipiente do prêmio de literatura rabínica. |
| 1956 | Gershon Shofman                                                | Literatura | |
| 1956 | Miriam Yalan-Shteklis                                          | Literatura infantil | Primeira recipiente do prêmio de literatura infantil. |
| 1956 | Nechama Leibowitz                                              | Educação | |
| 1956 | Jacob Talmon                                                   | Ciências sociais | |
| 1956 | Adolf Abraham Halevi Fraenkel                                  | Ciências exatas | |
| 1956 | Manfred Aschner                                                | Ciências da vida | |
| 1956 | Haim Ernst Wertheimer                                          | Medicina | |
| 1956 | Hanna Rovina                                                   | Teatro | Primeira recipiente do prêmio para teatro. |
| 1957 | Haim Shirman                                                   | Estudos judaicos | |
| 1957 | Yohanan Levi                                                   | Humanidades | Prêmio póstumo. |
| 1957 | Jacob Fichman                                                  | Literatura | |
| 1957 | Uri Zvi Greenberg                                              | Literatura | |
| 1957 | Paltiel Daykan                                                 | Jurisprudência | |
| 1957 | Siegfried Lehman                                               | Educação | |
| 1957 | Shlomo Hestrin                                                 | Ciências exatas | Relação familiar: Irmão da recipiente Sara Hestrin-Lerner (1955, medicina). |
| 1957 | David Sidney Feingold                                          | Ciências exatas | |
| 1957 | Gad Avigad                                                     | Ciências exatas | |
| 1957 | Saul Adler                                                     | Medicina | |
| 1957 | Shmuel Horowitz                                                | Agricultura | |
| 1957 | Paul Ben-Haim                                                  | Música | |
| 1957 | Reuvein Margolies                                              | Literatura rabínica | |
| 1957 | Eliezer Smoli                                                  | Literatura infantil | |
| 1957 | Dov Karmi                                                      | Arquitetura | Relações familiares: Pai dos recipientes Ram Karmi (2002, arquitetura) e Ada Karmi-Melamede (2007, arquitetura). Primeiro recipiente do prêmio de arquitetura.                                                       |
| 1958 | Joseph Klausner                                                | Estudos judaicos | |
| 1958 | Ben-Zion Dinur                                                 | Estudos judaicos | Também recebeu o Israel Prize de 1973. |
| 1958 | Gershom Scholem                                                | Estudos judaicos | |
| 1958 | Yehezkel Kaufmann                                              | Estudos judaicos | |
| 1958 | Yitzhak Baer                                                   | Estudos judaicos | |
| 1958 | Yitzhak HaLevi Herzog                                          | Literatura rabínica | |
| 1958 | Yehuda Leib Maimon                                             | Literatura rabínica | |
| 1958 | Yosef Zvi HaLevy                                               | Literatura rabínica | Relação familiar: Avô do recipiente Abraham Haim Halevy (2002, agricultura). |
| 1958 | Martin Buber                                                   | Humanidades | |
| 1958 | Shmuel Yosef Agnon                                             | Literatura | Também recebeu o Prêmio Israel de 1954. |
| 1958 | Isaac Dov Berkowitz                                            | Literatura | |
| 1958 | Yaacov Cahan                                                   | Literatura | Também recebeu o Prêmio Israel de 1953. |
| 1958 | Aliá da Juventude                                              | Educação | Organização - uma das primeiras quatro organizações a receber o prêmio. |
| 1958 | Rachel Katznelson-Shazar                                       | Ciências sociais | |
| 1958 | Yoel (Giulio) Racah                                            | Ciências exatas | |
| 1958 | Markus Reiner                                                  | Ciências exatas | |
| 1958 | Leo Picard                                                     | Ciências da vida | |
| 1958 | Bernhard Zondek                                                | Medicina | |
| 1958 | Selig Soskin                                                   | Agricultura | |
| 1958 | Academia de Arte e Design - Bezalel                            | Pintura e escultura | Organização - uma das primeiras quatro organizações a receber o prêmio. |
| 1958 | Teatro Habima                                                  | Teatro | Organização - uma das primeiras quatro organizações a receber o prêmio. |
| 1958 | Orquestra Filarmônica de Israel                                | Música | Organização - uma das primeiras quatro organizações a receber o prêmio. |
| 1959 | Shlomo Yosef Zevin                                             | Literatura rabínica | |
| 1959 | Leo Aryeh Mayer                                                | Humanidades | |
| 1959 | Samech Yizhar                                                  | Literatura | |
| 1959 | Ezra Fleischer                                                 | Literatura | |
| 1959 | Ephraim Katzir                                                 | Ciências da vida | Relação familiar: irmão do recipiente Aharon Katzir (1961, ciências da vida). |
| 1959 | Michael Sela                                                   | Ciências da vida | |
| 1959 | Hillel Oppenheimer                                             | Agricultura | |
| 1959 | Joseph Zaritsky                                                | Pintura | |
| 1959 | Yehoshua Bertonov                                              | Teatro | Relação familiar: Pai da recipiente Devorah Bertonov (1991, teatro). |
| 1960 | Abraham Haim Shalit                                            | Estudos judaicos | |
| 1960 | Avraham Arnon                                                  | Educação | |
| 1960 | Shabtai Rosenne                                                | Jurisprudência | |
| 1960 | Aharon Meskin                                                  | Teatro | |
| 1960 | Isaac Michaelson                                               | Medicina | |
| 1960 | Franz Sondheimer                                               | Ciências exatas | |
| 1961 | Shlomo Goren                                                   | Literatura rabínica | |
| 1961 | Yechezkel Kutscher                                             | Humanidades | |
| 1961 | Yehuda Burla                                                   | Literatura | |
| 1961 | Aharon Katzir                                                  | Ciências da vida | Relação familiar: Irmão do recipiente Ephraim Katzir (1959, ciências da vida). |
| 1961 | Ora Kedem                                                      | Ciências da vida | |
| 1961 | Jacob van der Hoeden                                           | Agricultura | |
| 1961 | Menachem Avidom                                                | Música | |
| 1962 | Hanoch Yelon                                                   | Estudos judaicos | |
| 1962 | Joseph Bentwich                                                | Educação | |
| 1962 | Yitzhak Kanev                                                  | Ciências sociais | |
| 1962 | Ze'ev Lev                                                      | Ciências exatas | |
| 1962 | Zvi Sliternik                                                  | Medicina | |
| 1962 | Arieh Sharon                                                   | Arquitetura | |
| 1963 | Menachem Mendel Kasher                                         | Literatura rabínica | |
| 1963 | Nathan Rotenstreich                                            | Humanidades | |
| 1963 | Eliezer Steinman                                               | Literatura | |
| 1963 | Avraham Fahn                                                   | Ciências da vida | |
| 1963 | Mordecai Ardon                                                 | Pintura | |
| 1964 | Ze'ev Ben-Haim                                                 | Estudos judaicos | |
| 1964 | Moshe Zilberg                                                  | Jurisprudência | |
| 1964 | Moshe Rachmilewitz                                             | Medicina | |
| 1964 | Meir Margalit                                                  | Teatro | |
| 1965 | Shlomo Zemach                                                  | Literatura | |
| 1965 | Shlomo Dykman                                                  | Literatura | |
| 1965 | Karl Frankenstein                                              | Educação | |
| 1965 | Forças de Defesa de Israel                                     | Educação | Organização - a única organização a receber o prêmio durante a década de 1960. |
| 1965 | Judith Shuval                                                  | Ciências sociais | |
| 1965 | Amos de-Shalit                                                 | Ciências exatas | |
| 1965 | Igal Talmi                                                     | Ciências exatas | |
| 1965 | Shmuel Stoller                                                 | Agricultura | |
| 1965 | Mordecai Seter                                                 | Música | |
| 1966 | Shlomo Morag                                                   | Estudos judaicos | |
| 1966 | Yitzhak Arieli                                                 | Literatura rabínica | |
| 1966 | Hans Jakob Polotsky                                            | Humanidades | |
| 1966 | Moshe Rudolf Bloch                                             | Ciências da vida | |
| 1966 | Alfred Mansfeld                                                | Arquitetura | |
| 1966 | Dora Gad                                                       | Arquitetura | |
| 1967 | Avraham Shlonsky                                               | Literatura | |
| 1967 | Ernst Simon                                                    | Educação | |
| 1967 | Benjamin Akzin                                                 | Jurisprudência | |
| 1967 | Aryeh Leo Olitzki                                              | Medicina | |
| 1967 | Marcel Janco                                                   | Pintura | |
| 1968 | Ovadia Hedaya                                                  | Literatura rabínica | |
| 1968 | Moshe Yechiel Epstein                                          | Literatura rabínica | [ 2 ] |
| 1968 | Shmuel Yeivin                                                  | Estudos judaicos | |
| 1968 | Benjamin Mazar                                                 | Estudos judaicos | |
| 1968 | Dov Sadan                                                      | Estudos judaicos | |
| 1968 | Shmuel Samborsky                                               | Humanidades | |
| 1968 | Shlomo Pines                                                   | Humanidades | |
| 1968 | Avigdor Hameiri                                                | Literatura | |
| 1968 | Nathan Alterman                                                | Literatura | |
| 1968 | Yaakov Berman                                                  | Educação | |
| 1968 | Alexander Dushkin                                              | Educação | |
| 1968 | Shoshana Parsitz                                               | Educação | |
| 1968 | David Horowitz                                                 | Ciências sociais | |
| 1968 | Shimon Agranat                                                 | Jurisprudência | |
| 1968 | Emanuel Goldberg                                               | Ciências exatas | |
| 1968 | Ernst David Bergmann                                           | Ciências da vida | |
| 1968 | Chaim Sheba                                                    | Medicina | |
| 1968 | Hanan Openheimer                                               | Agricultura | |
| 1968 | Yitzhak Danziger                                               | Escultura | |
| 1968 | Yosef Milo                                                     | Teatro | |
| 1968 | Gertrud Kraus                                                  | Dança | Primeira recipiente do prêmio de dança. |
| 1968 | Benjamin Idelson                                               | Arquitetura | |
| 1969 | Yosef Qafih (Kapach)                                           | Estudos judaicos | Relação familiar: Marido da recipiente Bracha Qafih (1999, Contribuição Especial à Sociedade e ao Estado). Primeiro marido e mulher a receberem o Prêmio Israel (seguidos por Elihu Katz [1989] e Ruth Katz [2012]). |
| 1969 | Joshua Prawer                                                  | Humanidades | |
| 1969 | Shneior Lifson                                                 | Ciências da vida | |
| 1969 | Shimon Finkel                                                  | Teatro | |
| 1969 | Yuval Ne'eman                                                  | Ciências exatas | Devolveu o prêmio em 1992. |
| 1970 | Ovadia Yosef                                                   | Literatura rabínica | |
| 1970 | Abba Kovner                                                    | Literatura | |
| 1970 | Lea Goldberg                                                   | Literatura | |
| 1970 | Don Patinkin                                                   | Ciências sociais | |
| 1970 | Josef Tal                                                      | Música | |
| 1970 | Andre De Vries                                                 | Medicina | |
| 1971 | Saul Lieberman                                                 | Estudos judaicos | |
| 1971 | Haim Ormian                                                    | Educação | |
| 1971 | Zeev Tseltner                                                  | Jurisprudência | |
| 1971 | Itzhak Arnon                                                   | Agricultura | |
| 1971 | Arie Aroch                                                     | Pintura | |
| 1972 | David Ayalon                                                   | Humanidades | |
| 1972 | Yocheved Bat-Miriam                                            | Literatura | |
| 1972 | David Ginzburg                                                 | Ciências exatas | |
| 1972 | Leo Sachs                                                      | Ciências da vida | |
| 1972 | Yaakov Rechter                                                 | Arquitetura | |
| 1972 | Avraham Herzfeld                                               | Contribuição Especial à Sociedade e ao Estado                                                                              | Primeiro recipiente do prêmio "Contribuição Especial à Sociedade". |
| 1973 | Yehuda Even-Shmuel                                             | Estudos judaicos | |
| 1973 | Yad Harav Herzog                                               | Literatura rabínica | Organização. Premiada pelo projeto Complete Israeli Talmud Institute. |
| 1973 | Dorothea Krook-Gilead                                          | Humanidades | |
| 1973 | Shalom Yosef Shapira ("Shin Shalom")                           | Literatura | |
| 1973 | Ben-Zion Dinur                                                 | Educação | Também recebeu o Prêmio Israel em 1958. |
| 1973 | Shmuel Noah Eisenstadt                                         | Ciências sociais | |
| 1973 | Aryeh Dvoretzky                                                | Ciências exatas | |
| 1973 | Heinrich Mendelssohn                                           | Ciências da vida | |
| 1973 | Richard Stein                                                  | Medicina | |
| 1973 | Haim Halperin                                                  | Agricultura | |
| 1973 | Reuven Rubin                                                   | Pintura | |
| 1973 | Hanna Maron                                                    | Teatro | |
| 1973 | Sara Levi-Tanai                                                | Dança | |
| 1973 | Aryeh Elhanani                                                 | Arquitetura | |
| 1973 | Pinchas Rosen                                                  | Jurisprudência | |
| 1973 | Shaul Avigur                                                   | Contribuição Especial à Sociedade e ao Estado                                                                              | |
| 1973 | Yad Vashem                                                     | Contribuição Especial à Sociedade e ao Estado                                                                              | Organização. Prêmio concedido pelo projeto Encyclopedia of Jewish Communities (Pinkas HaKehillot). Yad Vashem também recebeu o Prêmio Israel em 2003.                                                                |
| 1974 | Shraga Abramson                                                | Estudos judaicos | |
| 1974 | Raphael David Levine                                           | Ciências exatas | |
| 1974 | Isaac Berenblum                                                | Ciências da vida | |
| 1974 | Yedidia Admon                                                  | Música | |
| 1974 | Schmuel Hugo Bergmann                                          | Contribuição Especial à Sociedade e ao Estado                                                                              | Também recebeu o Prêmio Israel em 1954. |
| 1974 | Yehoshua Aluf                                                  | Contribuição Especial à Sociedade e ao Estado em esportes                                                                  | Primeiro recipiente do prêmio que foi um esportista. |
| 1975 | Simon Halkin                                                   | Literatura | |
| 1975 | Arieh Simon                                                    | Educação | |
| 1975 | Yoel Zussman                                                   | Jurisprudência | |
| 1975 | Aharon Barak                                                   | Jurisprudência | |
| 1975 | Miriam Bernstein-Cohen                                         | Teatro | |
| 1975 | Golda Meir                                                     | Contribuição Especial à Sociedade e ao Estado                                                                              | |
| 1975 | Helena Kagan                                                   | Contribuição Especial à Sociedade e ao Estado em serviço comunitário                                                       | |
| 1976 | Eliezer Waldenberg                                             | Literatura rabínica | |
| 1976 | Yosef Rom                                                      | Tecnologia e engenharia | Primeiro recipiente do prêmio de engenharia e tecnologia. |
| 1976 | Gabriel Baer                                                   | Língua árabe | Um dos primeiros dois recipientes do prêmio por linguística árabe. |
| 1976 | Ezra Mani                                                      | Língua árabe | Um dos primeiros dois recipientes do prêmio por linguística árabe. |
| 1976 | Mordechai (Moti) Kirschenbaum                                  | Rádio, televisão e cinema                                                                                                  | |
| 1976 | Simcha Holtzberg                                               | Contribuição Especial à Sociedade e ao Estado                                                                              | |
| 1976 | Ezra Korine                                                    | Contribuição Especial à Sociedade e ao Estado                                                                              | |
| 1976 | Rivka Guber                                                    | Contribuição Especial à Sociedade e ao Estado                                                                              | |
| 1976 | Yakov Maimon                                                   | Contribuição Especial à Sociedade e ao Estado                                                                              | |
| 1977 | Raphael Mahler                                                 | História judaica | |
| 1977 | Menahem Stern                                                  | História judaica | |
| 1977 | Nahman Avigad                                                  | Estudos sobre a terra de Israel                                                                                            | Primeiro recipiente do prêmio sobre conhecimentos sobre a "terra de Israel". |
| 1977 | David Amiran                                                   | Geografia | Primeiro recipiente do prêmio de geografia. |
| 1977 | Shmuel Avitzur                                                 | Pesquisa cultural | |
| 1977 | Zvi Avidov                                                     | Agricultura | |
| 1977 | Jacob Ephrat                                                   | Agricultura | |
| 1977 | Elisheva Cohen                                                 | Design | Um dos dois recipientes a receber o primeiro prêmio por design. |
| 1977 | Yona Fischer                                                   | Design | Um dos dois recipientes a receber o primeiro prêmio por design. |
| 1977 | Dani Karavan                                                   | Escultura | |
| 1977 | Esther Levit                                                   | Contribuição especial ao trabalho                                                                                          | |
| 1977 | Avraham Yaakov                                                 | Contribuição especial ao trabalho                                                                                          | |
| 1977 | Avraham Klier                                                  | Contribuição especial à indústria                                                                                          | |
| 1978 | Nahum Gutman                                                   | Literatura infantil | |
| 1978 | Anda Pinkerfeld Amir                                           | Literatura infantil | |
| 1978 | Levin Kipnis                                                   | Literatura infantil | |
| 1978 | Abraão Even-Shoshan                                            | Língua hebraica | |
| 1978 | Haim Baruch Rosen                                              | Linguística | Primeiro recipiente do prêmio de linguística. |
| 1978 | Louis (Eliyahu) Guttman                                        | Ciências sociais | |
| 1978 | Nathan J. Saltz                                                | Medicina | |
| 1978 | Gary Bertini                                                   | Música | |
| 1978 | Rachel Yanait Ben-Zvi                                          | Contribuição Especial à Sociedade e ao Estado                                                                              | |
| 1978 | Moshe-Zvi Neria                                                | Contribuição Especial à Sociedade e ao Estado                                                                              | |
| 1979 | Isaiah Tishbi                                                  | Estudos judaicos | |
| 1979 | Menachem Elon                                                  | Direito hebraico | |
| 1979 | Baruch Ben-Yehuda                                              | Educação | |
| 1979 | Yitzchak Raphael Halevi Etzion                                 | Educação | |
| 1979 | Yokhanan (Hans) Lindner                                        | Ciências naturais | |
| 1979 | Orna Porat                                                     | Teatro | |
| 1979 | Raphael Klatchkin                                              | Teatro | |
| 1979 | Tal Brody                                                      | Contribuição Especial à Sociedade e ao Estado em esportes                                                                  | |
| 1979 | Yosef Yekutieli                                                | Contribuição Especial à Sociedade e ao Estado em esportes                                                                  | |
| 1980 | David Flusser                                                  | História judaica | |
| 1980 | Jacob Katz                                                     | História judaica | |
| 1980 | Haim Cohn                                                      | Jurisprudência | |
| 1980 | Chaim Leib Pekeris                                             | Física | Primeiro recipiente do prêmio de física. |
| 1980 | Pinchas Litbinovsky                                            | Pintura | |
| 1980 | Anna Ticho                                                     | Pintura | |
| 1980 | Yosl Bergner                                                   | Pintura | |
| 1980 | Yad LaBanim (in Petah Tikva)                                   | Contribuição especial à Sociedade e ao Estado na atividade de perpetuar a memória dos filhos (e filhas) de Israel (mortos) | Organização. Prêmio também notou seu fundador Baruch Oren. |
| 1980 | Baruch Oren                                                    | Contribuição especial à Sociedade e ao Estado na atividade de perpetuar a memória dos filhos (e filhas) de Israel (mortos) | Notado no prêmio para Yad LaBanim (em Petah Tikva). |
| 1980 | Society for the Protection of Nature in Israel                 | Contribuição Especial à Sociedade e ao Estado para o meio ambiente                                                         | Organização. O prêmio também notou Amotz Zahavi, Azaria Alon e Yoav Sagi. |
| 1980 | Amotz Zahavi                                                   | Contribuição Especial à Sociedade e ao Estado para o meio ambiente                                                         | Notado no prêmio para a Society for the Protection of Nature in Israel. |
| 1980 | Azaria Alon                                                    | Contribuição Especial à Sociedade e ao Estado para o meio ambiente                                                         | Notado no prêmio para a Society for the Protection of Nature in Israel. |
| 1980 | Yoav Sagi                                                      | Contribuição Especial à Sociedade e ao Estado para o meio ambiente                                                         | Notado no prêmio para a Society for the Protection of Nature in Israel. |
| 1981 | Abraham Sofer (Shrieber)                                       | Literatura rabínica | |
| 1981 | Joram Lindenstrauss                                            | Matemática | Um dos dois primeiros recipientes do prêmio em matemática. |
| 1981 | Ilja Pjatetskij-Shapiro                                        | Matemática | Um dos dois primeiros recipientes do prêmio em matemática. |
| 1981 | Meir Jacob Kister                                              | Língua árabe e estudos do Oriente Médio                                                                                    | |
| 1981 | Gurit Kadman                                                   | Cultura da dança | |
| 1981 | Kvutza Degania Alef                                            | Contribuição especial à Sociedade e ao Estado nas atividades sociais                                                       | Organização |
| 1981 | Recha Freier                                                   | Contribuição especial à Sociedade e ao Estado no serviço do bem-estar, comunidade e juventude                              | |
| 1982 | Joshua Jortner                                                 | Química | Primeiro recipiente do prêmio de química. |
| 1982 | David Benvenisti                                               | Aquisição de conhecimento e amor da Terra de Israel                                                                        | |
| 1982 | Zev Vilnay                                                     | Aquisição de conhecimento e amor da Terra de Israel                                                                        | |
| 1982 | Amir Gilboa                                                    | Poesia hebraica | |
| 1982 | Yehuda Amichai                                                 | Poesia hebraica | |
| 1982 | Roberto Bachi                                                  | Demografia | Apenas destinatários até a data do prêmio para informações demográficas. |
| 1982 | Avraham Yaski                                                  | Arquitetura | |
| 1982 | Ruth Amiran                                                    | Estudos sobre a Terra de Israel                                                                                            | |
| 1982 | Haim Gvati                                                     | Contribuição Especial à Sociedade e ao Estado em trabalho e indústria                                                      | |
| 1983 | Saul Friedländer                                               | História | Um dos dois primeiros recipientes do prêmio especificamente para história |
| 1983 | Aron Saltman                                                   | História | Um dos dois primeiros recipientes do prêmio especificamente para história |
| 1983 | Aharon Appelfeld                                               | Literatura | |
| 1983 | Naomi Shemer                                                   | Música hebraica (letra e melodia)                                                                                          | |
| 1983 | Moshe Wilensky                                                 | Música hebraica (melodia)                                                                                                  | |
| 1983 | Haim Hefer                                                     | Música hebraica (letra) | |
| 1983 | Zerach Warhaftig                                               | Contribuição Especial à Sociedade e ao Estado pelo avanço do direito hebraico                                              | |
| 1984 | Yemima Avidar-Tchernovitz                                      | Literatura infantil | |
| 1984 | Moshe (Max) Jammer                                             | História da ciência | |
| 1984 | Aron (Alfred) Bondi                                            | Agricultura | |
| 1984 | Shlomo Ravikovitch                                             | Agricultura | |
| 1984 | Shmuel Rodansky                                                | Teatro | |
| 1984 | Nahal - Noar Halutzi Lohem (Fighting Pioneer Youth)            | Contribuição Especial à Sociedade e ao Estado                                                                              | Organização |
| 1984 | Development Towns in Israel project                            | Contribuição Especial à Sociedade e ao Estado                                                                              | Organização |
| 1985 | Abraham Sutzkever                                              | Literatura em iídiche | Único recipiente até agora do prêmio específico para literatura em iídiche. |
| 1985 | Joshua Blau                                                    | Linguística e língua hebraica                                                                                              | |
| 1985 | Henry E. Neufeld                                               | Medicina | |
| 1985 | Baruch Padeh                                                   | Medicina | |
| 1985 | Yad Ben Zvi                                                    | Literatura judaica do Oriente Médio                                                                                        | Organização |
| 1985 | Israel Television in Arabic                                    | Contribuição Especial à Sociedade e ao Estado                                                                              | Organização |
| 1986 | Yeshayahu Avrech                                               | Jornalismo opinativo | |
| 1986 | Shalom Rosenfeld                                               | Jornalismo opinativo | |
| 1986 | Michael Evenari                                                | Trabalho dedicado ao estudo dos desertos                                                                                   | |
| 1986 | Yoel De Malach                                                 | Trabalho dedicado ao estudo dos desertos                                                                                   | |
| 1986 | Ulpan Akiva                                                    | Trabalho dedicado à educação                                                                                               | Organização. Prêmio atribuído conjuntamente com Shulamith Katznelson. |
| 1986 | Shulamith Katznelson                                           | Trabalho dedicado à educação                                                                                               | Prêmio atribuído conjuntamente com Ulpan Akiva. |
| 1986 | HaKfar HaYarok                                                 | Trabalho dedicado à educação                                                                                               | Organização. Prêmio atribuído conjuntamente com Gershon Zak |
| 1986 | Gershon Zak                                                    | Trabalho dedicado à educação                                                                                               | Prêmio atribuído conjuntamente com HaKfar HaYarok |
| 1986 | Batya Lichansky                                                | Trabalho dedicado à escultura (Terra de Israel)                                                                            | |
| 1986 | Yechiel Shemi                                                  | Trabalho dedicado à escultura (Terra de Israel)                                                                            | |
| 1986 | Yona Sayid                                                     | Trabalho de vida em obra árdua                                                                                             | |
| 1986 | Eldin Khatukai                                                 | Trabalho de vida em obra árdua                                                                                             | |
| 1987 | Alex Bein                                                      | Historiografia sionista | Único recipiente até a atualidade do prêmio específico para historiografia sionista. |
| 1987 | Ezra Zion Melamed                                              | Hermenêutica bíblica e literatura rabínica                                                                                 | |
| 1987 | Menahem Yaari                                                  | Economia | Primeiro recipiente do prêmio de economia. |
| 1987 | Ovadia Harari                                                  | Engenharia e tecnologia | |
| 1987 | Miriam Zohar                                                   | Atuação | |
| 1987 | Lea Koenig                                                     | Atuação | |
| 1987 | Makram Khoury                                                  | Atuação | Primeiro árabe israelense recipiente do prêmio |
| 1988 | Moshe Goshen-Gottstein                                         | Estudos judaicos | |
| 1988 | Adin Steinsaltz                                                | Estudos judaicos | |
| 1988 | Natan Goldblum                                                 | Ciências da vida | |
| 1988 | Haim Gouri                                                     | Poesia hebraica | |
| 1988 | Moshe Shamir                                                   | Literatura hebraica | |
| 1988 | Sacha (Alexander) Argov                                        | Música hebraica | |
| 1988 | Shoshana Damari                                                | Música hebraica | |
| 1988 | Arie "Lova" Eliav                                              | Contribuição Especial à Sociedade e ao Estado                                                                              | |
| 1988 | Reuben Hecht                                                   | Contribuição Especial à Sociedade e ao Estado                                                                              | |
| 1988 | Teddy Kollek                                                   | Contribuição Especial à Sociedade e ao Estado                                                                              | |
| 1989 | Shmuel Werses                                                  | Literatura hebraica | |
| 1989 | Israel Yeivin                                                  | Estudo da língua hebraica                                                                                                  | |
| 1989 | Haim Harari                                                    | Ciências exatas | |
| 1989 | Yakir Aharonov                                                 | Ciências exatas | |
| 1989 | Elihu Katz                                                     | Ciências sociais | Sua mulher, Ruth Katz, recebeu o Prêmio Israel Prize em musicologia em 2012. |
| 1989 | Wingate Institute                                              | Esportes | Organização. Um dos dois primeiros recipientes por esportes. |
| 1989 | Ian Froman                                                     | Esportes | Um dos dois primeiros recipientes por esportes. |
| 1989 | Ya'akov Hazan                                                  | Contribuição Especial à Sociedade e ao Estado                                                                              | |
| 1989 | Bethsabée de Rothschild                                        | Contribuição Especial à Sociedade e ao Estado                                                                              | |
| 1989 | Israel Exploration Society                                     | Contribuição Especial à Sociedade e ao Estado                                                                              | Organização |
| 1990 | Meir Weiss                                                     | Estudos judaicos | |
| 1990 | Nathan Spiegel                                                 | Humanidades | |
| 1990 | Zvi Yavetz                                                     | Humanidades | |
| 1990 | Moshe Altbauer                                                 | Humanidades | |
| 1990 | Moshe Prywes                                                   | Ciências da vida | |
| 1990 | Meir Wilchek                                                   | Ciências da vida | |
| 1990 | Alexander Levitzki                                             | Ciências da vida | Relação familiar: Filho do recipiente Jacob Levitski (1953, ciências exatas). |
| 1990 | Yehezkel Streichman                                            | Pintura | |
| 1990 | Amin Tarif                                                     | Contribuição Especial à Sociedade e ao Estado                                                                              | |
| 1990 | Raanan Weitz                                                   | Contribuição Especial à Sociedade e ao Estado                                                                              | |
| 1990 | Israel Polack                                                  | Contribuição Especial à Sociedade e ao Estado                                                                              | |
| 1991 | Haim Beinart                                                   | Estudos judaicos | |
| 1991 | Naomi Feinbrun-Dothan                                          | Estudos sobre a Terra de Israel                                                                                            | |
| 1991 | Moshe Landau                                                   | Direito | |
| 1991 | Daniel Friedmann                                               | Direito | |
| 1991 | Elhanan Helpman                                                | Economia | |
| 1991 | Shmuel Agmon                                                   | Ciências exatas | |
| 1991 | Dov Frohman                                                    | Ciências exatas | |
| 1991 | Devorah Bertonov                                               | Teatro | Relação familiar: Filha do recipiente Yehoshua Bertonov (1959, teatro). |
| 1991 | Yossi Yadin                                                    | Teatro | |
| 1991 | Miriam Ben-Porat                                               | Contribuição Especial à Sociedade e ao Estado                                                                              | |
| 1991 | Stef Wertheimer                                                | Contribuição Especial à Sociedade e ao Estado                                                                              | |
| 1991 | Yeshivat Hesder                                                | Contribuição Especial à Sociedade e ao Estado                                                                              | Organização |
| 1991 | Zubin Mehta                                                    | special prize awarded to non-Israeli                                                                                       | Prêmio especial em reconhecimento à devoção de Mehta a Israel e à Orquestra Filarmônica de Israel. |
| 1992 | Shaul Yisraeli                                                 | Estudos judaicos | |
| 1992 | Yehuda Kiel                                                    | Estudos judaicos | |
| 1992 | Daniel Sperber                                                 | Estudos judaicos | |
| 1992 | Moshe Lissak                                                   | Ciências sociais | |
| 1992 | David Navon                                                    | Ciências sociais | |
| 1992 | Reuven Feuerstein                                              | Ciências sociais | |
| 1992 | David Erlich                                                   | Ciências sociais | |
| 1992 | Yitzhak Wahl                                                   | Ciências da vida | |
| 1992 | Emile Habibi                                                   | Literatura árabe | Primeiro recipiente do prêmio de literatura árabe. |
| 1992 | Avoth Yeshurun                                                 | Poesia hebraica | |
| 1993 | Dan Miron                                                      | Literatura hebraica | |
| 1993 | Gershon Shaked                                                 | Literatura hebraica | |
| 1993 | Moshe Bar-Asher                                                | Língua hebraica e línguas judaicas                                                                                         | |
| 1993 | Gideon Goldenberg                                              | Língua hebraica e linguística geral                                                                                        | |
| 1993 | Yehoshua Arieli                                                | História | |
| 1993 | Hava Lazarus-Yafeh                                             | História | |
| 1993 | Michael Confino                                                | História | |
| 1993 | Yehoshafat Harkabi                                             | Ciência política | Primeiro recipiente do prêmio de ciência política. |
| 1993 | Hillel Fürstenberg                                             | Ciências exatas | |
| 1993 | Shlomo Alexander                                               | Ciências exatas | |
| 1993 | Jacob Ziv                                                      | Ciências exatas | |
| 1993 | Ram Loevy                                                      | Comunicações, rádio e televisão                                                                                            | |
| 1993 | Yaacov Farkas (“Ze’ev”)                                        | Comunicações, jornalismo                                                                                                   | |
| 1994 | Moshe Greenberg                                                | Estudos bíblicos | Um dos dois primeiros recipientes por estudos bíblicos. |
| 1994 | Moshe Weinfeld                                                 | Estudos bíblicos | Um dos dois primeiros recipientes por estudos bíblicos. |
| 1994 | Haim Zalman Dimitrovsky                                        | Talmud | |
| 1994 | Eliezer Schweid                                                | Pensamento judaico | |
| 1994 | Shneur Zalman Feller                                           | Direito | |
| 1994 | Robert John (Israel) Aumann                                    | Economia | |
| 1994 | Michael Bruno                                                  | Economia | |
| 1994 | Avram Hershko                                                  | Bioquímica | Um dos dois primeiros recipientes a receber o prêmio de bioquímica. |
| 1994 | Nathan Sharon                                                  | Bioquímica | Relação familiar: Irmão do recipiente Shmuel Shtrikman (2001, física). Um dos dois primeiros recipientes a receber o prêmio de bioquímica.                                                                           |
| 1994 | Eliahu Swirski                                                 | Agricultura | |
| 1994 | Hanoch Avenary                                                 | Música | |
| 1994 | Yaakov Orland                                                  | Música hebraica | |
| 1994 | Arie Shapira                                                   | Composição | |
| 1994 | Yad Sarah                                                      | Contribuição Especial à Sociedade e ao Estado                                                                              | Organização |
| 1994 | Neot Kedumim                                                   | Contribuição Especial à Sociedade e ao Estado                                                                              | Organização. Prêmio concedido juntamente com Noga HaReuveni. |
| 1994 | Noga HaReuveni                                                 | Contribuição Especial à Sociedade e ao Estado                                                                              | Prêmio atribuído conjuntamente com a equipe do Neot Kedumim. |
| 1995 | Claire Epstein                                                 | Arqueologia | Primeiro recipiente do prêmio de arqueologia. |
| 1995 | Dov Nir                                                        | Geografia | |
| 1995 | Amos Funkenstein                                               | História judaica | |
| 1995 | Yehuda Amir                                                    | Psicologia | Primeiro recipiente do prêmio de psicologia. |
| 1995 | Rina Shapira                                                   | Educação | |
| 1995 | Israel Dostrovsky                                              | Ciências exatas | |
| 1995 | Michael O. Rabin                                               | Ciência da computação | Primeiro recipiente do prêmio de ciência da computação. |
| 1995 | Nathan Zach                                                    | Poesia hebraica | |
| 1995 | A. B. Yehoshua (Avraham B. Yehoshua)                           | Literatura hebraica | |
| 1995 | Lea Nikel                                                      | Pintura | |
| 1995 | Menashe Kadishman                                              | Escultura | |
| 1995 | David Resnick                                                  | Arquitetura | |
| 1995 | Yitzhak Ben-Aharon                                             | Contribuição Especial à Sociedade e ao Estado                                                                              | |
| 1995 | Ada Sereni                                                     | Contribuição Especial à Sociedade e ao Estado                                                                              | |
| 1996 | Yehuda Ratzaby                                                 | Línguas judaicas | |
| 1996 | Chone Shmeruk                                                  | Línguas judaicas | |
| 1996 | Shimon Sandbank                                                | Tradução de literatura e poemas para o hebreu                                                                              | Primeiro recipiente do prêmio de tradução. |
| 1996 | Shlomo Avineri                                                 | Ciência política | |
| 1996 | Moshe Barash                                                   | História da arte | Primeiro recipiente do prêmio de história da arte. |
| 1996 | Moshe Piamenta                                                 | Estudos do Oriente Médio                                                                                                   | |
| 1996 | Meir Sternberg                                                 | Literatura geral | |
| 1996 | Ilan Chet                                                      | Agricultura | |
| 1996 | Yehezkel Stein                                                 | Medicina | |
| 1996 | Nissim Aloni                                                   | Teatrologia - drama | |
| 1996 | Moshe Efrati                                                   | Dança | |
| 1996 | Arie Navon                                                     | Teatrologia | |
| 1996 | Marcel-Jacques Dubois                                          | Contribuição Especial à Sociedade e ao Estado                                                                              | |
| 1996 | Meir Shamgar                                                   | Contribuição Especial à Sociedade e ao Estado                                                                              | |
| 1997 | Yaakov Sussmann                                                | Estudos talmúdicos | |
| 1997 | Joseph Dan                                                     | Pensamento judaico | |
| 1997 | Shemaryahu Talmon                                              | Estudos bíblicos | |
| 1997 | Yehoshua Bacharach                                             | Literatura rabínica | |
| 1997 | Hayim David HaLevi                                             | Literatura rabínica | |
| 1997 | Izhak Englard                                                  | Direito | |
| 1997 | Yitzhak Zamir                                                  | Direito | |
| 1997 | Ben-Zion Orgad                                                 | Música | |
| 1997 | Abel Ehrlich                                                   | Música | |
| 1997 | André Hajdu                                                    | Música | |
| 1997 | Haim Yavin                                                     | Comunicações | Um dos dois primeiros recipientes do prêmio para comunicações. |
| 1997 | David Rubinger                                                 | Comunicações | Um dos dois primeiros recipientes do prêmio para comunicações. |
| 1997 | Uzia Galil                                                     | Contribuição Especial à Sociedade e ao Estado                                                                              | |
| 1997 | Israel Tal                                                     | Contribuição Especial à Sociedade e ao Estado                                                                              | |
| 1997 | Avraham Elimelech Firer                                        | Contribuição Especial à Sociedade e ao Estado                                                                              | |
| 1998 | Yehuda Bauer                                                   | História judaica | |
| 1998 | Moshe Gil                                                      | Terra de Israel | |
| 1998 | Trude Dothan                                                   | Arqueologia | |
| 1998 | Yona Rosenfeld                                                 | Serviço social | |
| 1998 | Arye Levy                                                      | Educação | |
| 1998 | Emanuel Marx                                                   | Sociologia | |
| 1998 | Yehudit Birk                                                   | Agricultura | |
| 1998 | Rami Rahamimoff                                                | Medicina | |
| 1998 | Saharon Shelah                                                 | Matemática | |
| 1998 | Dan Shechtman                                                  | Física | |
| 1998 | Dahlia Ravikovitch                                             | Poesia original | |
| 1998 | Amos Oz                                                        | Literatura | |
| 1998 | Dan Tsur                                                       | Arquitetura | Prêmio atribuído conjuntamente com Lipa Yahalom. |
| 1998 | Lipa Yahalom                                                   | Arquitetura | Prêmio atribuído conjuntamente com Dan Tsur. |
| 1998 | Dan Reisinger                                                  | Design | |
| 1998 | Hassia Levy-Agron                                              | Teatro | |
| 1998 | Yehudit Arnon                                                  | Teatro | |
| 1998 | Yossi Banai                                                    | Teatro | |
| 1998 | Yafa Yarkoni                                                   | Música hebraica | |
| 1998 | Ehud Manor                                                     | Música hebraica | |
| 1998 | Sara Stern-Katan                                               | Contribuição Especial à Sociedade e ao Estado                                                                              | |
| 1998 | Shlomo Hillel                                                  | Contribuição Especial à Sociedade e ao Estado                                                                              | |
| 1998 | Haim Yisraeli                                                  | Contribuição Especial à Sociedade e ao Estado                                                                              | |
| 1999 | Moshe Idel                                                     | Pensamento judaico | |
| 1999 | Aaron Mirski                                                   | Literatura hebraica | |
| 1999 | Menahem Zevi Kaddari                                           | Língua hebraica | |
| 1999 | Menachem Banitt                                                | Línguas judaicas | |
| 1999 | Mordechai Breuer                                               | Literatura rabínica original                                                                                               | |
| 1999 | Avraham Steinberg                                              | Literatura rabínica original                                                                                               | |
| 1999 | Myriam Yardeni                                                 | História Geral | |
| 1999 | Shmuel Moreh                                                   | Estudos do Oriente Médio                                                                                                   | |
| 1999 | Bezalel Narkiss                                                | História da arte | |
| 1999 | Yehoshua Ben-Arieh                                             | Geografia | |
| 1999 | Arie Shachar                                                   | Geografia | |
| 1999 | Michel Revel                                                   | Medicina | |
| 1999 | Yigal Cohen                                                    | Agricultura | |
| 1999 | Haim (Howard) Cedar                                            | Economia | Primeiro recipiente do prêmio de biologia. |
| 1999 | Menahem Golan                                                  | Cinema | Um dos dois recipientes a receber o primeiro prêmio por cinema. |
| 1999 | David Perlov                                                   | Cinema | Um dos dois recipientes a receber o primeiro prêmio por cinema. |
| 1999 | Yehoshua Rozin                                                 | Esportes | |
| 1999 | Esther Roth-Shahamorov                                         | Esportes | |
| 1999 | Rebecca Bergman                                                | Contribuição Especial à Sociedade e ao Estado                                                                              | |
| 1999 | Jeshajahu Weinberg                                             | Contribuição Especial à Sociedade e ao Estado                                                                              | |
| 1999 | Bracha Qafih (Kapach)                                          | Contribuição Especial à Sociedade e ao Estado                                                                              | Relação familiar: Mulher do recipiente Yosef Qafih (1969, Estudos judaicos). Único marido e mulher a receberem o Prêmio Prize.                                                                                       |
| 2000 | Menahem Haran                                                  | Estudos bíblicos | |
| 2000 | Avraham Goldberg                                               | Estudos talmúdicos | |
| 2000 | Yonah Frenkel                                                  | Estudos talmúdicos | |
| 2000 | Hillel M. Daleski                                              | study of literatura | |
| 2000 | Harel Fisch                                                    | study of literatura | |
| 2000 | Gad Ben Ami Tsarfati                                           | Linguística | |
| 2000 | Shaul Shaked                                                   | Linguística | |
| 2000 | Yirmiyahu Yovel                                                | Filosofia | |
| 2000 | Asa Kasher                                                     | Filosofia | |
| 2000 | Raphael Mechoulam                                              | Química | |
| 2000 | Yosef Zinger                                                   | Engenharia e tecnologia | |
| 2000 | Amir Pnueli                                                    | Ciência da computação | |
| 2000 | Amalia Kahana-Carmon                                           | Literatura hebraica original                                                                                               | |
| 2000 | Meir Wieseltier                                                | Literatura e poesia | |
| 2000 | Moshe Kupferman                                                | Pintura | |
| 2000 | Michael Gross                                                  | Pintura e escultura | |
| 2000 | Micha Bar-Am                                                   | Fotografia | |
| 2000 | Shulamit Aloni                                                 | lifetime achievement & Contribuição Especial à Sociedade e ao Estado                                                       | |
| 2000 | Aryeh Karol                                                    | lifetime achievement & Contribuição Especial à Sociedade e ao Estado                                                       | |
| 2000 | Hagashash Hachiver                                             | lifetime achievement & Contribuição Especial à Sociedade e ao Estado                                                       | Members comprise Gavriel (Gavri) Banai, Yeshayahu (Shaike) Levi e Yisrael (Poli) Poliakov. |
| 2000 | Gavriel (Gavri) Banai                                          | lifetime achievement & Contribuição Especial à Sociedade e ao Estado                                                       | Awarded as a member of Hagashash Hachiver. |
| 2000 | Yeshayahu (Shaike) Levi                                        | lifetime achievement & Contribuição Especial à Sociedade e ao Estado                                                       | Awarded as a member of Hagashash Hachiver. |
| 2000 | Yisrael (Poli) Poliakov                                        | lifetime achievement & Contribuição Especial à Sociedade e ao Estado                                                       | Awarded as a member of Hagashash Hachiver. |
| 2001 | Aviezer Ravitzky                                               | Pensamento judaico | |
| 2001 | Gavriel Salomon                                                | Educação | |
| 2001 | Ya'akov Rand                                                   | Educação | |
| 2001 | Ruth Ben Yisrael                                               | Direito | |
| 2001 | Yehoshua Weissman                                              | Direito | |
| 2001 | Marcel Elyakim                                                 | Medicina | |
| 2001 | Ruth Arnon                                                     | Medicina | |
| 2001 | Beracha Ramon                                                  | Medicina | |
| 2001 | Yoseph Imry                                                    | Física | |
| 2001 | Shmuel Shtrikman                                               | Física | Relação familiar: Irmão do recipiente Nathan Sharon (1994, bioquímica). |
| 2001 | Zvi Avni                                                       | Música | |
| 2001 | Yehezkel Braun                                                 | Música | |
| 2001 | Herzl Shmueli                                                  | Música | |
| 2001 | Baruch Hagai                                                   | Esportes | |
| 2001 | Abba Eban                                                      | lifetime achievement & Contribuição Especial à Sociedade e ao Estado                                                       | |
| 2001 | Mordechai Ben Porat                                            | lifetime achievement & Contribuição Especial à Sociedade e ao Estado                                                       | |
| 2001 | Yitzhak Shamir                                                 | lifetime achievement & Contribuição Especial à Sociedade e ao Estado                                                       | |
| 2002 | Asher Koriat                                                   | Psicologia | |
| 2002 | Moshe Barur                                                    | Geografia | |
| 2002 | Menashe Harel                                                  | Conhecimento da Terra de Israel                                                                                            | |
| 2002 | Shmuel Safrai                                                  | Conhecimento da Terra de Israel                                                                                            | |
| 2002 | Avraham Biran                                                  | Arqueologia | |
| 2002 | Jacob A. Frenkel                                               | Economia | |
| 2002 | Ariel Rubinstein                                               | Economia | |
| 2002 | Abraham Haim Halevy                                            | Agricultura | Relação familiar: Neto do recipiente Yosef Zvi HaLevy (1958, literatura rabínica). |
| 2002 | Itamar Willner                                                 | Química | |
| 2002 | Ada Yonath                                                     | Química | |
| 2002 | Ram Karmi                                                      | Arquitetura | Relação familiar: Filho do recipiente Dov Karmi (1957, arquitetura) e irmão da recipiente Ada Karmi-Melamede (2007, arquitetura).                                                                                    |
| 2002 | David Tartakover                                               | Design | |
| 2002 | Dov Yudovsky                                                   | media | |
| 2002 | Nahum Rakover                                                  | Pensamento judaico | |
| 2002 | Eli Hurvitz                                                    | lifetime achievement & Contribuição Especial à Sociedade e ao Estado                                                       | |
| 2002 | Ephraim Kishon                                                 | lifetime achievement & Contribuição Especial à Sociedade e ao Estado                                                       | |
| 2002 | Jewish National Fund                                           | lifetime achievement & Contribuição Especial à Sociedade e ao Estado                                                       | Organização |
| 2003 | Israel Ta-Shma                                                 | estudos talmúdicos | |
| 2003 | Avraham Grossman                                               | História judaica | |
| 2003 | Shulamit Shahar                                                | História Geral | |
| 2003 | Bilha Manheim                                                  | Sociologia | |
| 2003 | Charles S. (Yehoshayahu) Liebman                               | government studies | |
| 2003 | Menahem Amir                                                   | Criminologia | Um dos dois recipientes a receber o primeiro prêmio por criminologia. |
| 2003 | Shlomo Giora Shoham                                            | Criminologia | Um dos dois recipientes a receber o primeiro prêmio por criminologia. |
| 2003 | Aaron Ciechanover                                              | Economia | |
| 2003 | Avinoam Libai                                                  | Engenharia | |
| 2003 | Zvi Ben-Avraham                                                | Ciências da terra | |
| 2003 | Yosef Bar Yosef                                                | Teatro | |
| 2003 | Zaharira Harifai                                               | Teatro | |
| 2003 | Yehudit Hendel                                                 | Literatura | |
| 2003 | Aharon Megged                                                  | Literatura | |
| 2003 | Aharon Amir                                                    | Tradução | |
| 2003 | Geula Cohen                                                    | lifetime achievement & Contribuição Especial à Sociedade e ao Estado                                                       | |
| 2003 | Meir Amit                                                      | lifetime achievement & Contribuição Especial à Sociedade e ao Estado                                                       | |
| 2003 | Yad Vashem, Holocaust Martyrs' e Heroes' Remembrance Authority | lifetime achievement & Contribuição Especial à Sociedade e ao Estado                                                       | Organização. Também recebeu o Israel Prize de 1973, pelo projeto da Encyclopedia of Jewish Communities (Pinkas HaKehillot).                                                                                          |
| 2004 | Sarah Yefet                                                    | Estudos bíblicos | |
| 2004 | Menahem Brinker                                                | Literatura | |
| 2004 | Dov Noy                                                        | Literatura | |
| 2004 | Avraham Doron                                                  | Serviço social | |
| 2004 | Ziva Amishai-Maisels                                           | História da arte | |
| 2004 | Aharon Razin                                                   | Bioquímica | |
| 2004 | Joseph Bernstein                                               | Matemática | |
| 2004 | David Harel                                                    | Ciência da computação | |
| 2004 | Ester Samuel-Cahn                                              | Estatística | |
| 2004 | Yigal Tumarkin                                                 | Escultura | |
| 2004 | Gila Almagor-Agmon                                             | cinema | |
| 2004 | Gil Aldema                                                     | Música hebraica | |
| 2004 | Yehoram Gaon                                                   | Música hebraica | |
| 2004 | Yitzchak Dovid Grossman                                        | lifetime achievement & Contribuição Especial à Sociedade e ao Estado                                                       | |
| 2004 | Lia van Leer                                                   | lifetime achievement & Contribuição Especial à Sociedade e ao Estado                                                       | |
| 2004 | Moshe Schnitzer                                                | lifetime achievement & Contribuição Especial à Sociedade e ao Estado                                                       | |
| 2005 | Ben-Ami Sharpstein                                             | Filosofia | |
| 2005 | Miriam Erez                                                    | Administração | |
| 2005 | Yehezkel Dror                                                  | Administração | |
| 2005 | Aharon Dotan                                                   | Língua hebraica e linguística                                                                                              | |
| 2005 | Olga Kapeliuk                                                  | Linguística | |
| 2005 | Ya'akov Landau                                                 | Estudos do Oriente Médio                                                                                                   | |
| 2005 | Sasson Somekh                                                  | Estudos do Oriente Médio                                                                                                   | |
| 2005 | Rena Zeitzov                                                   | Medicina | |
| 2005 | Shaul Feldman                                                  | Medicina | |
| 2005 | Jacob Bekenstein                                               | Física | |
| 2005 | Alex Livak                                                     | Fotografia | |
| 2005 | Ohad Naharin                                                   | Dança | |
| 2005 | Yitzhak Orpaz-Auerbach                                         | Literatura | |
| 2005 | Israel Pinkas                                                  | Poesia | |
| 2005 | Shabtai Teveth                                                 | Conquistas ao longo da vida & Contribuição Especial à Sociedade e ao Estado                                                | |
| 2005 | Yisrael Meir Lau                                               | lifetime achievement & Contribuição Especial à Sociedade e ao Estado                                                       | |
| 2005 | Cameri Theatre                                                 | lifetime achievement & Contribuição Especial à Sociedade e ao Estado                                                       | Organização |
| 2006 | Ya'akov Blidstein                                              | Filosofia judaica | |
| 2006 | Haim Adler                                                     | Educação | |
| 2006 | Miriam Ben-Peretz                                              | Educação | |
| 2006 | Ruth Lapidot                                                   | Direito | |
| 2006 | Amnon Rubinstein                                               | Direito | |
| 2006 | Nahum Keidar                                                   | Agricultura | |
| 2006 | Zvi Rappoport                                                  | Química | |
| 2006 | Pnina Salzman                                                  | Música | |
| 2006 | Mendi Rodan                                                    | Música | |
| 2006 | Ya'akov Hodorov                                                | Esportes | |
| 2006 | Ralph Klein                                                    | Esportes | |
| 2006 | Dvora Omer                                                     | lifetime achievement & Contribuição Especial à Sociedade e ao Estado                                                       | |
| 2006 | Al Schwimmer                                                   | lifetime achievement & Contribuição Especial à Sociedade e ao Estado                                                       | |
| 2006 | Israeli Andalusian Orchestra                                   | lifetime achievement & Contribuição Especial à Sociedade e ao Estado                                                       | Organização |
| 2007 | Elisha Efrat                                                   | Geografia | |
| 2007 | Amnon Cohen                                                    | Conhecimento da Terra de Israel                                                                                            | |
| 2007 | Shalom H. Schwartz                                             | Psicologia | |
| 2007 | Nissan Liviatan                                                | Economia | |
| 2007 | Zvi Selinger                                                   | Biologia | |
| 2007 | Zvi Hashin                                                     | Engenharia | |
| 2007 | Yaacov Yaar                                                    | Arquitetura | |
| 2007 | Ada Karmi-Melamede                                             | Arquitetura | Relações familiares: Filha do recipiente Dov Karmi (1957, arquitetura) e irmã do recipiente Ram Karmi (2002, arquitetura).                                                                                           |
| 2007 | Yarom Vardimon                                                 | Design | |
| 2007 | Nahum Barnea                                                   | Comunicações | |
| 2007 | The Responsa Project (Project Hashut)                          | Literatura rabínica | Organização |
| 2007 | American Jewish Joint Distribution Committee                   | lifetime achievement & Contribuição Especial à Sociedade e ao Estado                                                       | Organização |
| 2007 | The Gevatron                                                   | lifetime achievement & Contribuição Especial à Sociedade e ao Estado                                                       | |
| 2007 | Dov Lautman                                                    | lifetime achievement & Contribuição Especial à Sociedade e ao Estado                                                       | |
| 2007 | Alice Shalvi                                                   | lifetime achievement & Contribuição Especial à Sociedade e ao Estado                                                       | |
| 2008 | David Weiss Halivni                                            | Estudos talmúdicos | |
| 2008 | Anita Shapira                                                  | História | |
| 2008 | Benjamin Isaac                                                 | História | |
| 2008 | Sami Samoocha                                                  | Sociologia | |
| 2008 | Zeev Sternhell                                                 | Ciência política | |
| 2008 | Moshe Oren                                                     | Bioquímica | |
| 2008 | Noga Alon                                                      | Matemática | |
| 2008 | Adi Shamir                                                     | Ciência da computação | |
| 2008 | Pinchas Cohen Gan                                              | Pintura | |
| 2008 | Rene Yerushalmi                                                | Teatro | |
| 2008 | Nissan Nativ                                                   | Teatro | Posthumous receipt of Prize. |
| 2008 | Ida Fink                                                       | Literatura | |
| 2008 | Tuvya Ruebner                                                  | Poesia hebraica | |
| 2008 | Nili Mirsky                                                    | Tradução da língua hebraica                                                                                                | |
| 2008 | Jewish Agency                                                  | lifetime achievement & Contribuição Especial à Sociedade e ao Estado                                                       | Organização |
| 2008 | Manufacturers Association of Israel                            | lifetime achievement & Contribuição Especial à Sociedade e ao Estado                                                       | Organização |
| 2008 | Youth Movements Council                                        | lifetime achievement & Contribuição Especial à Sociedade e ao Estado                                                       | Organização |
| 2008 | Ezer Mizion                                                    | lifetime achievement & Contribuição Especial à Sociedade e ao Estado                                                       | Organização |
| 2008 | Perach                                                         | lifetime achievement & Contribuição Especial à Sociedade e ao Estado                                                       | Organização |
| 2008 | Women's International Zionist Organization (WIZO)              | lifetime achievement & Contribuição Especial à Sociedade e ao Estado                                                       | Organização. Prêmio conjunto a três organizações de mulheres israelenses, WIZO, Na'amat e Emunah. |
| 2008 | Na'amat                                                        | lifetime achievement & Contribuição Especial à Sociedade e ao Estado                                                       | Organização. Prêmio conjunto a três organizações de mulheres israelenses, WIZO, Na'amat e Emunah. |
| 2008 | Emunah (National Religious Women's Movement)                   | lifetime achievement & Contribuição Especial à Sociedade e ao Estado                                                       | Organização. Prêmio conjunto a três organizações de mulheres israelenses, WIZO, Na'amat e Emunah. |
| 2009 | Emanuel Tov                                                    | Estudos bíblicos | |
| 2009 | Israel Levin                                                   | Literatura | |
| 2009 | Reuven Tsur                                                    | Literatura | |
| 2009 | Zahava Solomon                                                 | Serviço social | |
| 2009 | Mordechai Rotenberg                                            | Arqueologia | |
| 2009 | Amihai Mazar                                                   | Arqueologia | |
| 2009 | Zvi Laron                                                      | Medicina | |
| 2009 | Itamar Procaccia                                               | Física | |
| 2009 | Micha Ullman                                                   | Escultura | |
| 2009 | Yehuda (Judd) Neeman                                           | cinema | |
| 2009 | Nachum (Nahtche) Heiman                                        | Música hebraica | |
| 2009 | Dov Seltzer                                                    | Música hebraica | |
| 2009 | Israel Democracy Institute                                     | lifetime achievement & Contribuição Especial à Sociedade e ao Estado                                                       | Organização |
| 2009 | Ruth Rasnic                                                    | lifetime achievement & Contribuição Especial à Sociedade e ao Estado                                                       | |
| 2009 | Mordechai Shani                                                | lifetime achievement & Contribuição Especial à Sociedade e ao Estado                                                       | |
| 2010 | Avishai Margalit                                               | Filosofia | |
| 2010 | Hanoch Bartov                                                  | Literatura | |
| 2010 | Aryeh Sivan                                                    | Poesia | |
| 2010 | Abraham Tal                                                    | Hebrew Linguística | |
| 2010 | Arye Levin                                                     | Linguística geral | |
| 2010 | Moshe Adad                                                     | Criminologia | |
| 2010 | Yair Aharoni                                                   | Administração | |
| 2010 | Abraham Nitzan                                                 | Química | |
| 2010 | Yehoshua Kolodny                                               | Ciências da terra | |
| 2010 | Jonathan Gressel                                               | Agricultura | |
| 2010 | Peter Mirom                                                    | Fotografia | |
| 2010 | Suzanne Dellal Center for Dance and Theater                    | Dança | Organização |
| 2010 | Aharon Yadlin                                                  | lifetime achievement & Contribuição Especial à Sociedade e ao Estado                                                       | |
| 2010 | Yardena Cohen                                                  | lifetime achievement & Contribuição Especial à Sociedade e ao Estado                                                       | |
| 2010 | Kamal Mansour                                                  | lifetime achievement & Contribuição Especial à Sociedade e ao Estado                                                       | |
| 2010 | ILAN - Israel Foundation for Handicapped Children              | lifetime achievement & Contribuição Especial à Sociedade e ao Estado                                                       | Organização |
| 2011 | Michael Schwarz                                                | Pensamento judaico | |
| 2011 | Yosef Shiloh                                                   | Ciências da vida | |
| 2011 | Ruth Gavison                                                   | Pesquisa legal | |
| 2011 | Pnina Klein                                                    | Educação | |
| 2011 | David Harari                                                   | Engenharia | |
| 2011 | Ya'acov Dorchin                                                | Artes visuais | |
| 2011 | Noam Sheriff                                                   | Música | |
| 2011 | Shimon Mizrahi                                                 | Esportes | |
| 2011 | Hulda Gurevitch                                                | lifetime achievement & Contribuição Especial à Sociedade e ao Estado                                                       | |
| 2011 | Eli Alaluf                                                     | lifetime achievement & Contribuição Especial à Sociedade e ao Estado                                                       | |
| 2012 | David Kazhdan                                                  | Matemática e ciência da computação                                                                                         | |
| 2012 | Shlomo Bentin                                                  | Psicologia | |
| 2012 | David Milstein                                                 | Química e física | |
| 2012 | Ruth Katz                                                      | lifetime achievement & Contribuição Especial à Sociedade e ao Estado                                                       | |
| 2012 | Dalia Cohen                                                    | lifetime achievement & Contribuição Especial à Sociedade e ao Estado                                                       | |
| 2012 | Azaria Alon                                                    | lifetime achievement & Contribuição Especial à Sociedade e ao Estado                                                       | |
| 2012 | Haim Drukman                                                   | Educação | |
| 2012 | Yoav Benjamini                                                 | Estatística | |
| 2012 | Nathan Shaham                                                  | Literatura hebraica e poesia                                                                                               | |
| 2012 | Ya'akov Ahimeir                                                | Comunicações | |
| 2013 | Gideon Dagan                                                   | Ciências da terra | |
| 2013 | Nathan Nelson                                                  | Ciências da vida | |
| 2013 | Yosef Kaplan                                                   | História judaica | |
| 2013 | Chava Turniansky                                               | Línguas e literatura judaica                                                                                               | |
| 2013 | Adam Mazor                                                     | Arquitetura | |
| 2013 | Yoram Bilu                                                     | Sociologia e antropologia                                                                                                  | |
| 2013 | Nola Chelton                                                   | teatro | |
| 2013 | Eliyahu Hacohen                                                | lifetime achievement & Contribuição Especial à Sociedade e ao Estado                                                       | |
| 2013 | Ron Nachman                                                    | lifetime achievement & Contribuição Especial à Sociedade e ao Estado                                                       | |
| 2014 | Shamma Y. Friedman                                             | Talmud | |
| 2014 | Mordechai Segev                                                | Física e química | |
| 2014 | Yaacov Katan                                                   | | |
| 2014 | Irad Malkin                                                    | Agricultura e ciência ambiental                                                                                            | |
| 2014 | Aharon Lichtenstein                                            | Literatura judaica | |
| 2014 | Marta Weinstock-Rosin                                          | Medicina | |
| 2014 | Michal Na'aman                                                 | Artes visuais | |
| 2014 | Haim Levy                                                      | Administração | |
| 2014 | Avinoam Naor                                                   | lifetime achievement & Contribuição Especial à Sociedade e ao Estado                                                       | |
| 2014 | Adina Bar-Shalom                                               | lifetime achievement & Contribuição Especial à Sociedade e ao Estado                                                       | |
| 2015 | Zelig Eshhar                                                   | Ciências da vida | |
| 2016 | Meir Lahav                                                     | Química & física | |
| 2016 | Leslie Leiserowitz                                             | Química & física | |
| 2016 | Edit Doron                                                     | Linguística | |